# Ronde van Duitsland
De Ronde van Duitsland (Duits: Deutschland Tour of ook wel Deutschland-Rundfahrt) is een meerdaagse wielerwedstrijd die werd verreden in Duitsland. Ze vond aanvankelijk elk jaar plaats aan het eind van het voorjaar. Van 2005 tot 2008 maakte ze deel uit van de UCI ProTour en was op de kalender naar augustus verschoven. Vanaf 2009 werd de koers niet meer georganiseerd. In 2018 maakte ze haar comeback. 

## Geschiedenis
Al in 1911 werd er voor het eerst een nationale wielerronde van Duitsland verreden. Duitsland heeft echter geen grote wielerhistorie, zoals België, Frankrijk en Italië, waardoor de populariteit van de sport sterk afhangt van de mate van Duitse successen. Om deze reden zijn er in de loop der jaren verschillende Rondes van (West-)Duitsland geweest, die lang niet allemaal als elkaars officiële opvolgers gelden. Na de Tourzege van Jan Ullrich in 1997 maakte de populariteit van het wielrennen in Duitsland opnieuw een enorme groei door en zo werd de Ronde in 1999 nieuw leven in geblazen. De wedstrijd werd binnen korte tijd populair bij zowel renners als publiek. In oktober 2008 werd bekend dat de organisatie van de Ronde van Duitsland had besloten om de wedstrijd in 2009 niet door te laten gaan vanwege de vele dopinggevallen die het wielrennen teisteren..

## Ronde van Duitsland 2018
In 2018 maakte de Ronde van Duitsland van 23 tot en met 26 augustus haar comeback in de vorm van een vierdaagse UCI 2.1 wedstrijd voor profs. De ASO organiseerde deze wedstrijd onder de naam "Deutschland Deine Tour". De grote finale vond plaats in Stuttgart.

## Lijst van winnaars

### Meervoudige winnaars
| Overwinningen | Renner     | Land      | Jaren      |
| ------------- | ---------- | --------- | ---------- |
| 2             | Jens Voigt | Duitsland | 2006, 2007 |

### Overwinningen per land
| Overwinningen | Land                                                                               |
| ------------- | ---------------------------------------------------------------------------------- |
| 21            | Duitsland, (inclusief nazi-Duitsland en / West-Duitsland)                          |
| 4             | België                                                                             |
| 3             | Nederland                                                                          |
| 2             | Spanje, Italië                                                                     |
| 1             | Australië, Denemarken, Kazachstan, Slovenië, Verenigde Staten, Verenigd Koninkrijk |